# 角家主
角 家主（つの の やかぬし、生没年不詳）は、奈良時代の貴族。姓は朝臣。官位は従五位下・諸陵頭。

## 出自
角（都努・都濃）臣氏は紀氏と同族で、紀角宿禰の子孫である小鹿火宿禰が紀小弓の喪に服するため、新羅から帰国した際に、角国（周防国都濃郡）に留まったため、角臣の氏姓を授けられたという。天武天皇13年（684年）八色の姓の制定により、臣姓から朝臣姓に改姓している。氏人に天武天皇13年（684年）同じく小使として新羅に派遣された都努牛飼がいる。

## 経歴
元正朝末の養老7年（723年）従五位下に叙爵する。なおこの時に、のちに第18次遣新羅使になる土師豊麻呂も従五位上に昇叙されている。
聖武朝の天平4年（732年）正月に家主は第19次の遣新羅使とされ、2月下旬に天皇に拝謁している。この遣使の目的は神亀3年（726年）以来遣使を行っていない新羅に対して、入貢を促すものであったと想定される。ところが遣使任命の2日後に新羅使・金長孫らが来朝し、5月には入京して聖武天皇に拝謁を行い、来朝するときは3年に1度にする旨を詔されている。それでも遣新羅使の派遣は中止されなかったらしく、家主たちは新羅へ渡航し8月に帰国している。
天平5年（733年）諸陵頭に任ぜられた。

## 官歴
『続日本紀』による。
- 時期不詳：正六位上
- 養老7年（723年） 1月10日：従五位下
- 天平4年（732年） 1月20日：遣新羅使
- 天平5年（733年） 12月26日：諸陵頭